# 86 (عدد)
86 (ستة وثمانين) هو عدد طبيعي يلي العدد 85 ويسبق العدد 87.